# Stanisław Leopold Kronenberg

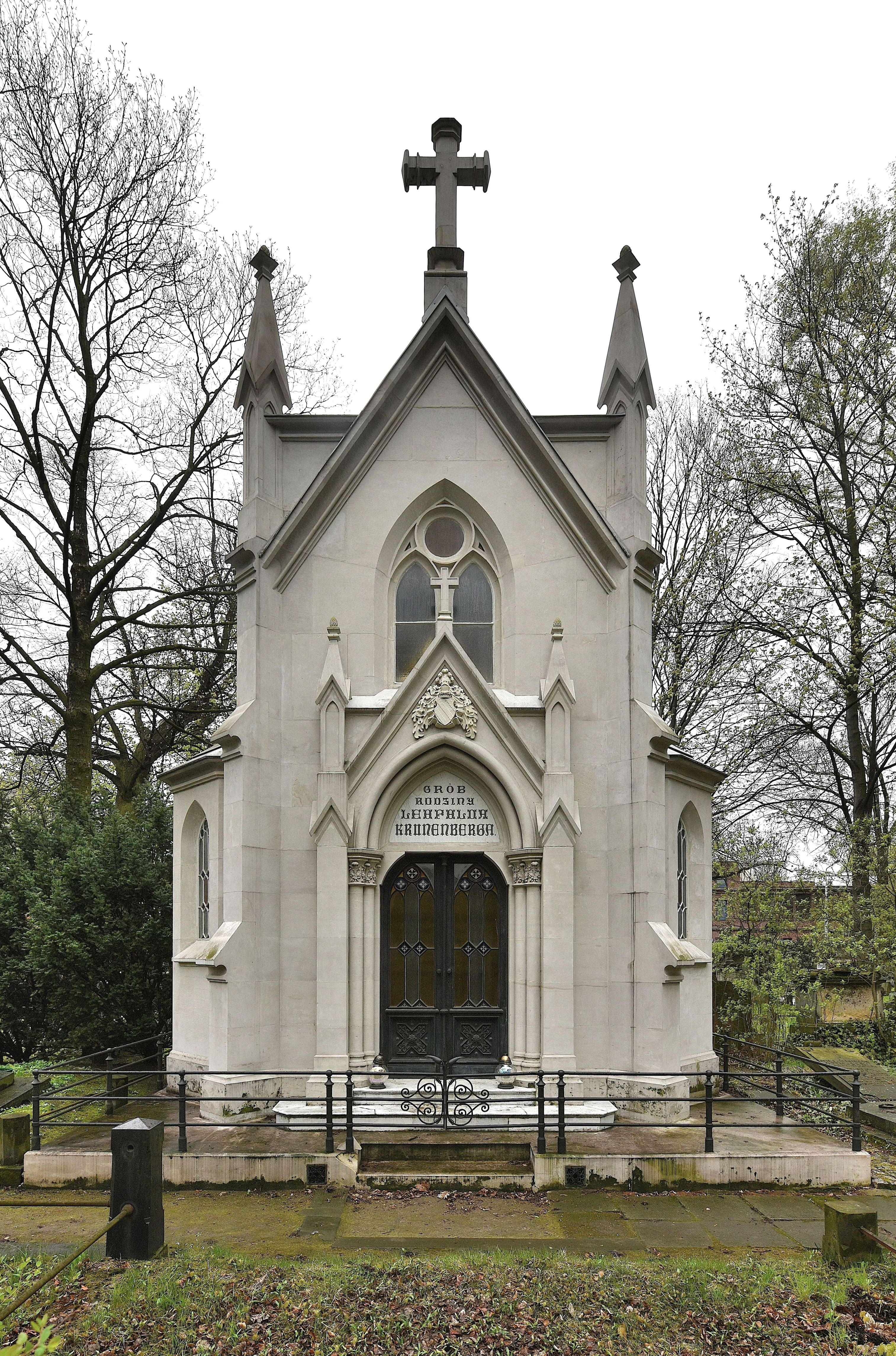
Kaplica rodzinna Kronenbergów na cmentarzu ewangelicko-reformowanym przy ul. Żytniej w Warszawie, miejsce pochówku między innymi Leopolda Stanisława Kronenberga i Stanisława Leopolda Kronenberga

Stanisław Leopold Kronenberg (ur. 12 grudnia 1846 w Warszawie, zm. 4 kwietnia 1894) – polski przemysłowiec i finansista żydowskiego pochodzenia.

## Życiorys
Urodził się jako najstarszy syn bankiera Leopolda Stanisława Kronenberga (1812-1878) i Ernestyny Rozalii Leo (1827-1893, córki Leopolda Augusta Leo). Stanisław Leopold Kronenberg miał pięcioro rodzeństwa: Władysława Edwarda, Leopolda Juliana, Teklę Julię, Marię Różę i Różę Marię Karolinę. Rodzina była wyznania ewangelicko-reformowanego.
Ukończył Szkołę Główną w Warszawie, a stopień doktora prawa uzyskał na Uniwersytecie w Heidelbergu.
Brał udział w obronie Paryża podczas wojny francusko-pruskiej w 1870 roku, za co został Kawalerem Orderu Legii Honorowej.
W październiku 1876 r. w Sankt-Petersburgu toczył się proces Kronenberga w sprawie znęcania się nad ośmioletnią córką Marią (była 15 minut chłostana rózgami przez ojca za kradzież suszonych śliwek), którym interesowała się tamtejsza opinia publiczna, m.in. pisarze Fiodor Dostojewski i Michaił Sałtykow-Szczedrin. Kronenberga bronił adwokat Włodzimierz Spasowicz, który doprowadził do uniewinnienia klienta (bronił go bezpłatnie). Gazety i opinia społeczna uznała uniewinnienie za niesłuszne i posłużyło ono za pretekst do krytyki stanu moralnego adwokatury rosyjskiej.
Po śmierci ojca w 1878 odziedziczył fortunę i przejął jego stanowiska. Do 1887 kierował wszystkimi przedsiębiorstwami i interesami rodziny Kronenbergów. W marcu 1879 roku za namową Aleksandra Kraushara zaopiekował się wydawnictwem Biblioteka Umiejętności Prawnych, które finansował aż do roku 1887. Był prezesem Kolei Warszawsko-Wiedeńskiej oraz Kolei Warszawsko-Terespolskiej. Działał też w przemyśle cukrowniczym. Był prezesem zarządu Banku Handlowego. W latach 1879–1882 był członkiem komitetu giełdy warszawskiej. Był właścicielem dóbr Wieniec, Wolica i Gustorzyn.
W 1887 roku interesami rodziny Kronenbergów zaczął zarządzać jego brat Leopold Julian, który objął po nim naczelne stanowiska w licznych instytucjach gospodarczych w Królestwie Polskim.
Był żonaty z Elżbietą Półtoracką, z którą miał jedną przedślubną prawnie uznaną córkę Marię Annę, której mężem był Marie Jehan Philibert Marc Bourrée hrabia de Corberon.
Został pochowany w kaplicy rodzinnej na cmentarzu ewangelicko-reformowanym w Warszawie (kwatera E-2-3).